# Bulbophyllum muscicola
Bulbophyllum muscicola är en orkidéart som beskrevs av Heinrich Gustav Reichenbach. Bulbophyllum muscicola ingår i släktet Bulbophyllum och familjen orkidéer. Inga underarter finns listade i Catalogue of Life.

## Bildgalleri

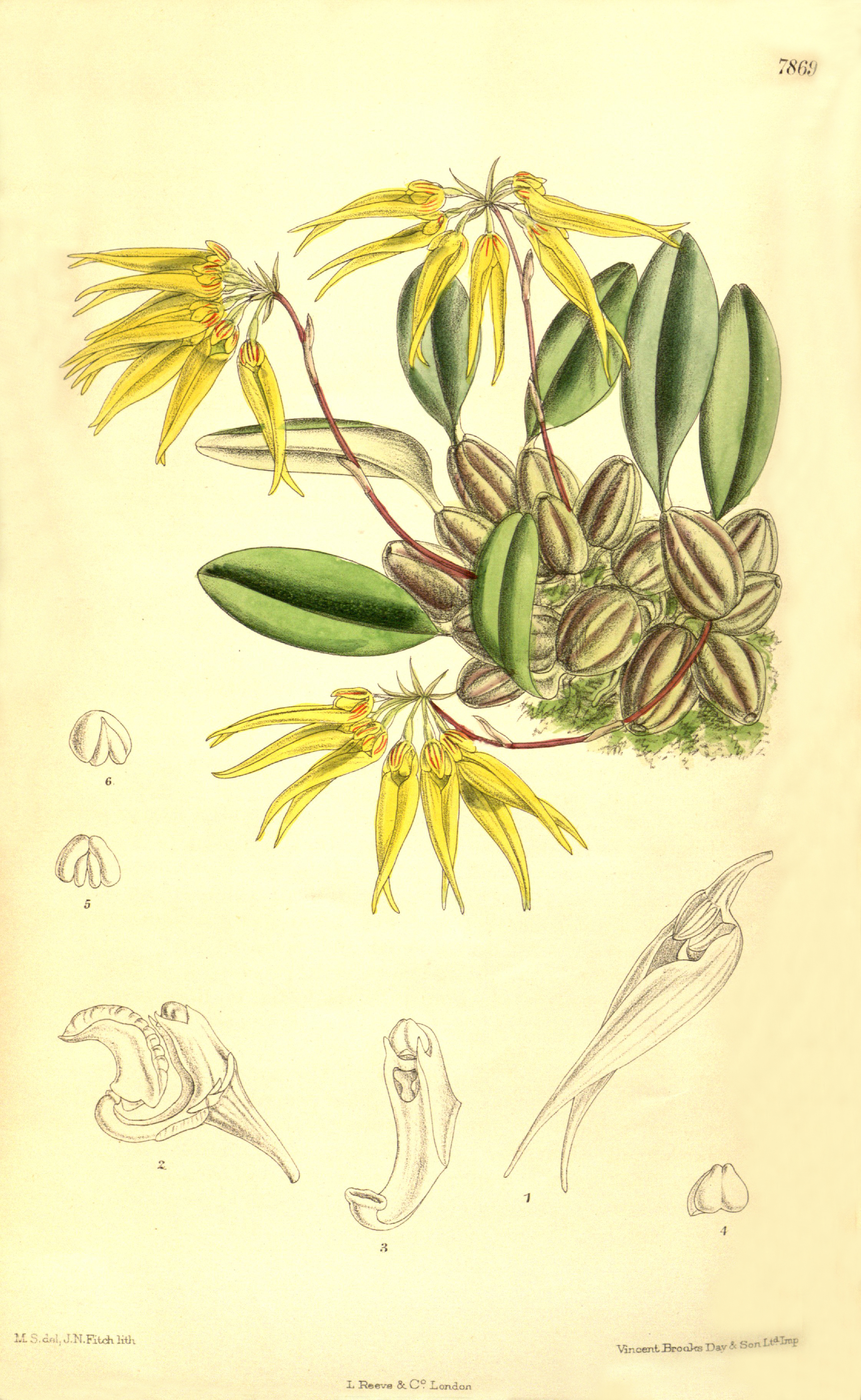